# Walsee (King George Island)
Der Walsee ist einer von zahlreichen kleinen Seen auf der Fildes-Halbinsel von King George Island, der größten der Südlichen Shetlandinseln. 
Er liegt im Norden der Halbinsel, nördlich der Davies Heights (auf der deutschen Karte von 1984 als „Zentralberge“ beschriftet), und entwässert über den Walbach in westnordwestlicher Richtung zur Walbucht und damit zur Drakestraße. Zwischen Walsee und Davies Heights liegen noch der Muschelsee und der Schneesee.
Im Rahmen zweier deutscher Expeditionen zur Fildes-Halbinsel in den Jahren 1981/82 und 1983/84 unter der Leitung von Dietrich Barsch (Geographisches Institut der Universität Heidelberg) und  Gerhard Stäblein (Geomorphologisches Laboratorium der Freien Universität Berlin) wurde der See zusammen mit zahlreichen weiteren bis dahin unbenannten geographischen Objekten der Fildes-Halbinsel neu benannt und dem Wissenschaftlichen Ausschuss für Antarktisforschung (Scientific Committee on Antarctic Research, SCAR) gemeldet.